# Delray Beach Open 2019
Delray Beach Open 2019, oficiálním názvem Delray Beach Open by VITACOST.com 2019, byl profesionální tenisový turnaj pořádaný jako součást mužského okruhu ATP Tour, který se odehrával v areálu Delray Beach Tennis Center na otevřených dvorcích s tvrdým povrchem Plexipave. Probíhal mezi 18. až 24. únorem 2019 ve floridském Delray Beach jako dvacátý sedmý ročník turnaje.
Turnaj s rozpočtem 651 215 dolarů patřil do kategorie ATP Tour 250. Nejvýše nasazeným hráčem ve dvouhře se stal čtvrtý hráč žebříčku Juan Martín del Potro z Argentiny, kterého ve čtvrtfinále vyřadil americký tenista Mackenzie McDonald. Jako poslední přímý účastník do hlavní singlové soutěže zasáhl kanadský 97. hráč žebříčku Peter Polansky.
Premiérové turnajové vítězství na okruhu ATP Tour vybojoval 29letý Radu Albot, který se stal prvním moldavským šampionem turnaje ATP v historii. Sto sedmnáctou společnou trofej z mužské čtyřhry a pátou z Delray Beach Open si odvezl pár 40letých amerických dvojčat Bob a Mike Bryanovi.

## Rozdělení bodů a finančních odměn

### Rozdělení bodů
| Soutěž  | vítězové | finalisté | semifinalisté | čtvrtfinalisté | 16 v kole | 32 v kole | Q  | Q2 | Q1 |
| ------- | -------- | --------- | ------------- | -------------- | --------- | --------- | -- | -- | -- |
| dvouhra | 250      | 150       | 90            | 45             | 20        | 0         | 12 | 6  | 0  |
| čtyřhra | 250      | 150       | 90            | 45             | 0         | —         | —  | —  | —  |

### Finanční odměny
| Soutěž                              | vítězové | finalisté | semifinalisté | čtvrtfinalisté | 16 v kole | 32 v kole | Q2     | Q1     |
| ----------------------------------- | -------- | --------- | ------------- | -------------- | --------- | --------- | ------ | ------ |
| dvouhra                             | $97 490  | $54 495   | $28 820       | $16 270        | $9 165    | $5 370    | $2 800 | $1 405 |
| čtyřhra                             | $32 950  | $16 870   | $9 150        | $5 230         | $3 070    | —         | —      | —      |
| částka ve čtyřhře je uvedena na pár |          |           |               |                |           |           |        |        |

## Mužská dvouhra

### Nasazení
| Stát                          | Hráč                  | ATP | Nasazení |
| ----------------------------- | --------------------- | --- | -------- |
| Argentina                     | Juan Martín del Potro | 4.  | 1.       |
| USA                           | John Isner            | 9.  | 2.       |
| USA                           | Frances Tiafoe        | 29. | 3.       |
| USA                           | Steve Johnson         | 34. | 4.       |
| Austrálie                     | John Millman          | 37. | 5.       |
| Itálie                        | Andreas Seppi         | 40. | 6.       |
| USA                           | Taylor Fritz          | 42. | 7.       |
| Francie                       | Adrian Mannarino      | 48. | 8.       |
| Žebříček ATP k 11. únoru 2019 |                       |     |          |

### Jiné formy účasti
Následující hráči obdrželi divokou kartu do hlavní soutěže:
- Juan Martín del Potro[5]
- Lloyd Harris
- John Isner

Následující hráč obdržel do dvouhry zvláštní výjimku:
- Brayden Schnur

Následující hráč nastoupil do dvouhry z pozice náhradníka:
- Jason Jung

Následující hráči se probojovali do hlavní soutěže z kvalifikace:
- Dan Evans
- Darian King
- Tim Smyczek
- Josuke Watanuki

### Odhlášení
před zahájením turnaje
- Kevin Anderson → replaced by  Marcel Granollers
- Bradley Klahn → nahradil jej  Jason Jung
- Michael Mmoh → nahradil jej  Lukáš Lacko
- Milos Raonic → nahradil jej  Jared Donaldson
- Jack Sock → nahradil jej  Paolo Lorenzi[6]

## Mužská čtyřhra

### Nasazení
| Stát                                                                                   | Hráč              | Stát               | Hráč         | ATP  | Nasazení |
| -------------------------------------------------------------------------------------- | ----------------- | ------------------ | ------------ | ---- | -------- |
| USA                                                                                    | Bob Bryan         | USA                | Mike Bryan   | 17.  | 1.       |
| Spojené království                                                                     | Ken Skupski       | Spojené království | Neal Skupski | 101. | 2.       |
| Švédsko                                                                                | Robert Lindstedt  | Německo            | Tim Pütz     | 123. | 3.       |
| Mexiko                                                                                 | Santiago González | Pákistán           | Ajsám Kúreší | 124. | 4.       |
| Žebříček ATP k 11. únoru 2019; číslo je součtem žebříčkového postavení obou členů páru |                   |                    |              |      |          |

### Jiné formy účasti
Následující páry obdržely divokou kartu do hlavní soutěže:
- Roberto Maytín /  Nathan Pasha
- Ramkumar Ramanathan /  Tim Smyczek

## Přehled finále

### Mužská dvouhra
- Radu Albot vs.  Dan Evans, 3–6, 6–3, 7–6(9–7)

### Mužská čtyřhra
- Bob Bryan /  Mike Bryan vs.  Ken Skupski /  Neal Skupski, 7–6(7–5), 6–4